# کلاته میرعلی (شاهرود)
کلاته میرعلی یک روستا در ایران است که در دهستان طرود شهرستان شاهرود واقع شده‌است.